# Louis van Hege
Louis Van Hege (Uccle, 8 de maio de 1889 - Uccle, 24 de junho de 1975) foi um futebolista belga que atuava como ponta direita, destacando-se no AC Milan onde atuou de 1910 até 1915.

## Carreira
Marcou um total de 98 gols e sendo o 11° maior artilheiro do AC Milan, também foi capitão dos rossoneros. Van Hege saiu da Itália com o início da Primeira Guerra Mundial voltando a jogar em 1919 na Bélgica onde aposentou-se.
Competiu nos Jogos Olímpicos de 1920, tendo ganhado a medalha de ouro. E também foi piloto de Bobsleigh nos Jogos de Jogos Olímpicos de Inverno de 1932.

## Ligações Externas
- Medalha na olímpiada de 1920, DatabaseOlympics.com Perfil em DatabaseOlympics